# Colorado National Monument Visitor Center Complex
Le Colorado National Monument Visitor Center Complex est un district historique américain dans le comté de Mesa, au Colorado. Protégé au sein du Colorado National Monument, il est inscrit au Registre national des lieux historiques depuis le 15 juillet 2003.
Le district comprend le Saddlehorn Visitor Center, un office de tourisme du National Park Service construit en 1963. Sont également des propriétés contributrices le Bookcliff Shelter, un point de vue panoramique couvert, mais aussi le Canyon Rim Trail, le sentier de randonnée qui le relie à l'office de tourisme. S'y ajoutent enfin une maison et son garage déjà réunis dans un bien inscrit au Registre national des lieux historiques depuis le 21 avril 1994, sous le nom de Saddlehorn Caretaker's House and Garage.